# Campeonato Europeo de Judo de 2000
El XLVIII Campeonato Europeo de Judo se celebró en Breslavia (Polonia) entre el 18 y el 21 de mayo de 2000 bajo la organización de la Unión Europea de Judo (EJU) y la Federación Polaca de Judo. 

## Medallistas

### Masculino
| Evento            | Oro                                 | Plata                               | Bronce                                                        |
| ----------------- | ----------------------------------- | ----------------------------------- | ------------------------------------------------------------- |
| –60 kg            | Elçin İsmayılov Azerbaiyán          | Éric Despezelle Francia             | Cédric Taymans · Bélgica · Nestor Jerguiani · Georgia         |
| –66 kg            | Patrick van Kalken · Países Bajos   | József Csák · Hungría               | Girolamo Giovinazzo · Italia · Gueorgui Gueorguiev · Bulgaria |
| –73 kg            | Michel de Almeida Portugal          | Vitali Makarov · Rusia              | Ferrid Kheder Francia Guiorgui Revazishvili Georgia           |
| –81 kg            | Sergei Aschwanden · Suiza           | Ricardo Echarte San Martín · España | Aleksei Budõlin · Estonia · Robert Krawczyk · Polonia         |
| –90 kg            | Adrian Croitoru · Rumania           | Mark Huizinga · Países Bajos        | Ruslan Mashurenko · Ucrania · Rəsul Səlimov · Azerbaiyán      |
| –100 kg           | Yuri Stiopkin · Rusia               | Daniel Gürschner · Alemania         | Franz Birkfellner · Austria · Iveri Dzhikurauli · Georgia     |
| +100 kg           | Dennis van der Geest · Países Bajos | Tamerlan Tmenov · Rusia             | Frank Möller · Alemania · Ernesto Pérez Lobo · España         |
| Categoría abierta | Aythami Ruano Vega · España         | Selim Tataroğlu Turquía             | Frank Möller · Alemania · Alexandre Davitashvili · Georgia    |

### Femenino
| Evento            | Oro                          | Plata                          | Bronce                                                            |
| ----------------- | ---------------------------- | ------------------------------ | ----------------------------------------------------------------- |
| –48 kg            | Laura Moise-Moricz · Rumania | Liubov Bruletova · Rusia       | Julia Matijass · Alemania · Sarah Nichilo-Rosso · Francia         |
| –52 kg            | Laëtitia Tignola Francia     | Georgina Singleton Reino Unido | Deborah Gravenstijn · Países Bajos · Ioana Aluaș-Dinea · Rumania  |
| –57 kg            | Barbara Harel Francia        | Pernilla Andersson · Suecia    | Jessica Gal · Países Bajos · Michaela Vernerová · República Checa |
| –63 kg            | Gella Vandecaveye · Bélgica  | Séverine Vandenhende Francia   | Anna Sarayeva · Rusia · Sara Álvarez Menéndez · España            |
| –70 kg            | Úrsula Martín Oñate · España | Kate Howey Reino Unido         | Ulla Werbrouck · Bélgica · Ylenia Scapin · Italia                 |
| –78 kg            | Céline Lebrun Francia        | Chloe Cowen Reino Unido        | Uta Kühnen · Alemania · Anastasiya Matrosova · Ucrania            |
| +78 kg            | Karina Bryant Reino Unido    | Irina Rodina · Rusia           | Johanna Hagn · Alemania · Christine Cicot · Francia               |
| Categoría abierta | Katja Gerber · Alemania      | Lucia Morico · Italia          | Tea Donguzashvili · Rusia · Tsvetana Bozhilova · Bulgaria         |

## Medallero
| Núm. | País            | Oro | Plata | Bronce | Total |
| ---- | --------------- | --- | ----- | ------ | ----- |
| 1    | Francia         | 3   | 2     | 3      | 8     |
| 2    | España          | 2   | 1     | 2      | 5     |
| 2    | Países Bajos    | 2   | 1     | 2      | 5     |
| 4    | Rumania         | 2   | 0     | 1      | 3     |
| 5    | Rusia           | 1   | 4     | 2      | 7     |
| 6    | Reino Unido     | 1   | 3     | 0      | 4     |
| 7    | Alemania        | 1   | 1     | 5      | 7     |
| 8    | Bélgica         | 1   | 0     | 2      | 3     |
| 9    | Azerbaiyán      | 1   | 0     | 1      | 2     |
| 10   | Portugal        | 1   | 0     | 0      | 2     |
| 10   | Suiza           | 1   | 0     | 0      | 1     |
| 12   | Italia          | 0   | 1     | 2      | 3     |
| 13   | Hungría         | 0   | 1     | 0      | 1     |
| 13   | Suecia          | 0   | 1     | 0      | 1     |
| 13   | Turquía         | 0   | 1     | 0      | 1     |
| 16   | Georgia         | 0   | 0     | 4      | 4     |
| 17   | Bulgaria        | 0   | 0     | 2      | 2     |
| 17   | Ucrania         | 0   | 0     | 2      | 2     |
| 21   | Austria         | 0   | 0     | 1      | 1     |
| 21   | Estonia         | 0   | 0     | 1      | 1     |
| 21   | República Checa | 0   | 0     | 1      | 1     |
| 21   | Polonia         | 0   | 0     | 1      | 1     |
|      | TOTAL           | 16  | 16    | 32     | 64    |